# Beirut (музичка група)
Група Бејрут (енгл. Beirut) је амерички састав инди музике. Групу је основао Зак Кондон из Санта Фе.
Њихова музика комбинује елементе из источноевропске (балканске), фолк и поп музике.
Зак Кондон је са петнаест година, под именом The Real People, снимао свој први албум The Joys of Losing Weight. Годину дана касније следи албум doo-wop. Следећи албум са свега три песме под називом 1971 није званично никад објављен.
После основне школе путује кроз Европу где сусреће музичке групе попут Бобана Марковића и Горана Бреговића. Инспирисан тим догађајима оснива групу Бејрут. Бејрут снима 2006. албум Gulag Orkestar и еп (extended play) Lon Gisland. После првих успеха следе еп Pompeii EP, снимљено заједно са групом Калексико, и Elephant Gun EP. Други албум групе Бејрут зове се The Flying Club Cup. 2009 је објављен трећи албум March of the Zapotec and Realpeople Holland.

## Дискографија
Албуми
- Gulag Orkestar (2006)
- The Flying Club Cup (2007)
- March of the Zapotec and Realpeople Holland (2009)
- The Rip Tide (2011)
- No No No (2015)
- Gallipoli (2019)
- Hadsel (2023)
- A Study of Losses (2025)

Еп
- Lon Gisland (2007)
- Pompeii EP (2007)
- Elephant Gun EP (2007)
- March of the Zapotec/Holland EP (2009)